# Comastoma cyananthiflorum
Comastoma cyananthiflorum là một loài thực vật có hoa trong họ Long đởm. Loài này được (Franch.) Holub mô tả khoa học đầu tiên năm 1967.